# Dorylaimus hofmänneri
Dorylaimus hofmänneri is een rondwormensoort. De wetenschappelijke naam van de soort is voor het eerst geldig gepubliceerd in 1914 door Menzel.